# Дойл Брансон
Дойл Брансон (англ. Doyle Brunson; 10 серпня 1933 — 14 травня 2023) — американський гравець у покер. Він професійно грає у покер вже понад 50 років. Брансон — перший у історії дворазовий переможець головної події World Series of Poker (у 1976 та 1977 роках). У 1988 році Брансона було включено у Залу слави покеру.
Брансон став першим гравцем в історії, котрий заробив на покерних призових 1000000 доларів США. За свою кар'єру Брансон здобув 10 браслетів WSOP — лише Філ Гельмут має на 1 більше; також 10 браслетів виборов Джонні Чен. Варто зазначити, що певний час ніхто не випереджав Брансона за цим показником, оскільки він здобув свій десятий браслет у 2005 році, а Гельмут одинадцятий — 11 липня 2007.
Станом на 2011 рік сума призових Брансона перевищила 6 мільйонів доларів США. З них майже 3 мільйони він здобув на турнірах WSOP.
Дві стартові руки в холдемі неофіційно названі на честь Брансона. Перша з них, 10 2 (без урахування масті), — саме з цією рукою Брансон двічі вигравав вирішальну роздачу на головній події WSOP, обидва рази зібравши фул-хаус. Друга комбінація — туз та дама (також без урахування масті), оскільки Брансон у своїй книзі заявляв про те, що ніколи не розігрує цю руку (у другому виданні — що дуже рідко її розігрує).